# Demokratisch-Zionistische Fraktion
Die Demokratische Fraktion war eine oppositionelle innerzionistische Parteiung, die sich im Dezember 1901 unmittelbar vor dem fünften Zionistenkongress in Basel formierte. Die Gruppe bestand zu einem großen Teil aus Schriftstellern, Künstlern und jungen Akademikern.

## Geschichte
Im Gegensatz zur Mehrheit der westeuropäischen Zionisten um Theodor Herzl, die das nationale Projekt in erster Linie als Reaktion auf den Antisemitismus und die jüdische Not im Osten verstanden, sah die Demokratisch-Zionistische Fraktion den Zionismus nicht nur als Ausweg aus ökonomischer und politischer Bedrängnis, sondern auch als Möglichkeit einer umfassenden Erneuerung jüdischer Kultur. Das zionistische Selbstverständnis der „Fraktion“ war stark vom Denken Achad Ha'ams beeinflusst. In ihrem Mitte 1902 formulierten Programm finden sich, neben einer der Völkerpsychologie entlehnten Terminologie, auch deutliche Einflüsse der Philosophie Henri Bergsons.
Beim vierten Zionistenkongress 1901 beschlossen zionistische Studenten, in der zionistischen Bewegung eine democratisch-progressive „Fraktion“ zu gründen. Unter den Gründungsmitgliedern waren Berthold Feiwel, Martin Buber, Ephraim Moses Lilien, Chaim Weizmann und Leo Motzkin. Ihnen schloss sich später Jacob Bernstein-Kohan an.
Einen ersten Auftritt hatte die „Fraktion“ auf dem fünften Zionistenkongress 1901, wo sie nachdrücklich eine nationale Kulturpolitik forderte und damit in Konflikt mit Theodor Herzl und der von ihm vertretenen politisch-diplomatischen Strömung im Zionismus geriet. Am letzten Kongresstag kam es zur offenen Rebellion gegen Herzl. Die 37 Mitglieder der „Fraktion“ verließen den Saal für eine Stunde, als die von ihnen gewünschte Kulturdebatte von der Kongressleitung auf einen späteren Zeitpunkt verschoben wurde.
Auf der von Echiel Tschlenow geleiteten Konferenz der russischen Zionisten in Minsk (4. bis 10. September 1902) mit mehr als 400 Teilnehmern und Tausenden von Gästen, während der vor allem über die Organisationsfrage und über die Kulturfrage (groß angelegtes Referat von Achad Ha'am über nationale Kulturarbeit) debattiert wurde, trat die Demokratische Fraktion erstmals als geschlossene Organisation auf – unter der Leitung von Motzkin und Weizmann. Für einige Aufregung mit öffentlicher Kritik und publizistischen Gegenerklärungen (vgl. Die Welt Nr. 51, 19. Dezember 1902) sorgte die Abhaltung eines offiziellen Dinners der Demokratischen Fraktion am Jom Kippur 1902 in Bern, einem Tag, an dem eigentlich das Fasten religiös vorgeschrieben ist.
Bereits 1904 löste sich die Gruppe wieder auf. In der kurzen Zeit ihres Bestehens unterhielt die Demokratisch-Zionistische Fraktion ein von Weizmann geführtes Sekretariat in Genf, dessen Aktivitäten sich aber hauptsächlich auf den mit der „Fraktion“ verbundenen Jüdischen Verlag sowie auf die Propaganda für das Projekt einer jüdischen Hochschule beschränkten. Trotz ihrer kurzen Lebensdauer hinterließ die „Fraktion“ deutliche Spuren im zionistischen Denken und in der zionistischen Politik. Einige entscheidende Entwicklungen im Bereich der nationalen Kulturarbeit gingen auf die Initiative ihrer Mitglieder zurück.

## Weblink
- Israel Klausner: Democratic Fraction in der Jewish Virtual Library